# Metropolie Nový Zéland
Metropolie novozélandská je jedna z metropolií Konstantinopolského patriarchátu.

## Historie
Metropolie byla zřízena 8. ledna 1970 oddělením od archiepiskopie Austrálie. Zpočátku zahrnovala Nový Zéland, Indii, Severní Koreu, Jižní Koreu, Japonsko, Filipíny, Singapur, Indonésii a Hongkong.
V listopadu 1996 bylo území kromě Nového Zélandu, Koreji, Japonska a ostrovů Tichého oceánu včleněno do nově vzniklé metropolie Hongkong a Jihovýchodní Asie.
Roku 2005 byly k metropolii přiděleny státy Fidži, Tonga a Samoa, jakož i malá souostroví.
V současné době má 9 farností a jeden monastýr na Novém Zélandu a 4 farnosti a monastýr na Fidži.

## Seznam metropolitů
- 1970–2003 Dionysios (Psiachas)
- 2003–2005 Iosif (Charkiolakis)
- 2005–2018 Amfilochios (Tsoukos)
- od 2018 Myron (Ktistakis)